# Edward M. Deliman

Bischofswappen von Edward M. Deliman

Edward Michael Deliman (* 7. März 1947 in Lorain, Ohio) ist ein US-amerikanischer römisch-katholischer Geistlicher und emeritierter Weihbischof in Philadelphia.

## Leben
Edward M. Deliman empfing am 19. März 1973 durch Erzbischof John Joseph Kardinal Krol das Sakrament der Priesterweihe für das Erzbistum Philadelphia.
Am 31. Mai 2016 ernannte ihn Papst Franziskus zum Titularbischof von Sufes und zum Weihbischof in Philadelphia. Die Bischofsweihe spendete ihm der Erzbischof von Philadelphia, Charles Joseph Chaput OFMCap, am 18. August desselben Jahres. Mitkonsekratoren waren der Bischof von Harrisburg, Ronald William Gainer, und Nelson Jesus Perez, Weihbischof in Rockville Centre.
Papst Franziskus nahm am 13. Mai 2022 das von Edward M. Deliman aus Altersgründen vorgebrachte Rücktrittsgesuch an.